# コンテ・ディ・カブール級戦艦
| コンテ・ディ・カヴール級戦艦                                             | コンテ・ディ・カヴール級戦艦 |
| ------------------------------------------------------------------------ | --- |
| 改装前の戦艦ジュリオ・チェーザレ(1914年撮影)                             | |
| 艦級概観                                                                 | |
| 艦種                                                                     | 戦艦 |
| 艦名                                                                     | 人名 |
| 前級                                                                     | ダンテ・アリギエーリ |
| 次級                                                                     | カイオ・ドゥイリオ級戦艦 |
| 性能諸元（竣工時）                                                       | |
| 排水量                                                                   | 基準：23,088トン 常備：25,086トン |
| 全長                                                                     | 176.9m |
| 全幅                                                                     | 28m |
| 吃水                                                                     | 9.46m |
| 機関                                                                     | ブレキンデン式重油専焼水管缶8基とブレキンデン式石炭・重油混焼水管缶12基 (カブールのみバブコック&ウィルコックス式重油専焼水管缶12基と石炭・重油混焼水管缶8基) +パーソンズ式低速タービン3基、同高速タービン3基4軸推進 |
| 最大出力                                                                 | 31,000hp |
| 最大速力                                                                 | 21.5ノット |
| 航続距離                                                                 | 10ノット/4,800海里 |
| 乗員                                                                     | 1,000名 |
| 兵装                                                                     | 30.5cm(46口径)3連装砲3基 +同連装砲2基 12cm(50口径)単装速射砲18基 7.6cm(50口径)単装速射砲13基(ダ・ヴィンチは同14基) 7.6cm(40口径)単装砲速射6基 45cm水中単装魚雷発射管3基                                             |
| 装甲                                                                     | 舷側：130～220～250mm(水線部)、170mm(水線下装甲)、110mm(艦首尾部) 甲板：80mm 主砲塔： 280mm(前盾) 副砲：110mm(ケースメイト区画) バーベット部：280mm 司令塔：230mm                                                   |
| 改装後の戦艦ジュリオ・チェーザレ(写真はソ連海軍「ノヴォロシースク」時代) | |
| 性能諸元（改装後）                                                       | |
| 排水量                                                                   | 基準：28,800トン 常備：29,100トン |
| 全長                                                                     | 186.39m |
| 全幅                                                                     | 28m |
| 吃水                                                                     | 10.4m |
| 機関                                                                     | ヤーロー式重油専焼水管缶8基 +ブルッゾー式ギヤード・タービン2基2軸推進) |
| 最大出力                                                                 | 93,300hp |
| 最大速力                                                                 | 28ノット |
| 航続距離                                                                 | 20ノット/3,100海里 |
| 乗員                                                                     | 1,236名 |
| 兵装                                                                     | 32cm(43.8口径)3連装砲2基 +同連装砲2基 12cm(50口径)連装速射砲6基 100mm(47口径)連装高角砲4基 37mm(54口径)連装機関砲4基 13.2mm(75.7口径)連装機銃6基                                                                    |
| 装甲                                                                     | 舷側：130～220～250mm(水線部) 170mm(水線下装甲) 110mm(艦首尾部) 甲板：135mm 主砲塔：280mm(前盾) 240mm(側盾) 220mm(後盾) 140mm(天蓋傾斜部) 110mm(天蓋水平部) バーベット部：280mm+50mm 装甲艦橋：260mm                |

コンテ・ディ・カヴール級戦艦 (Navi da battaglia della Classe Conte di Cavour) は、戦艦ダンテ・アリギエーリに引き続き、イタリア王国海軍が第一次世界大戦中に竣工させた2番目の弩級戦艦の艦級である。コンテ・ディ・カヴールとも表記する資料も存在する。3隻が1914年から1915年にかけて竣工した。

## 艦形

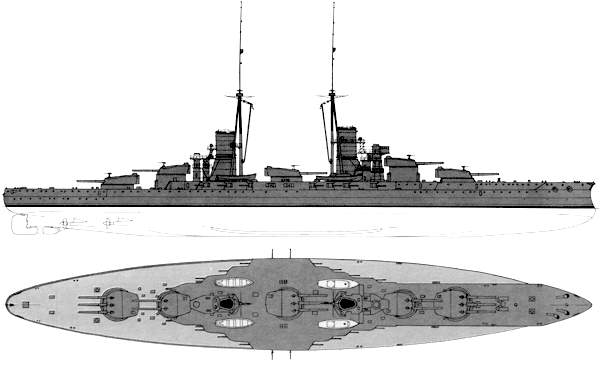
竣工時の「コンテ・ディ・カヴール」。

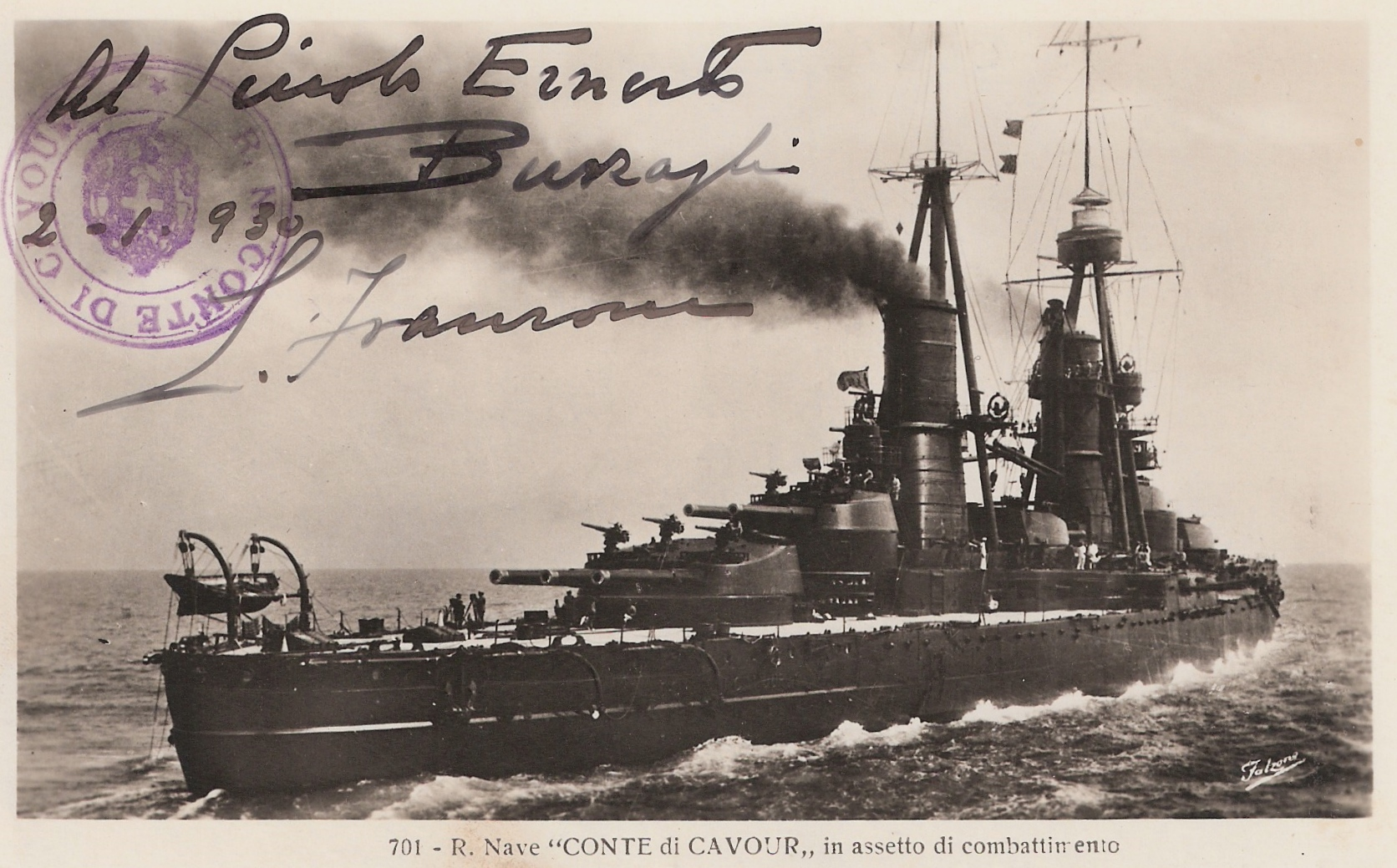
前檣を四脚檣に改めたコンテ・ディ・カブール

船体は長船首楼型で、艦首から順に、前級より引き継いだ新設計の「1909年型30.5cm(46口径)砲」を搭載した1番・2番主砲塔を背負い式に配置、司令塔を組み込んだ操舵艦橋、次いで1番煙突とそれを挟み込むように後ろに立った三脚檣、その背後に3番主砲塔を前向きに配置、2番煙突とそれを挟み込むように前に立った三脚式の後檣、次いで後部見張り所と探照灯台、そして4番・5番主砲塔を後ろ向きに背負い式に配置した。

## 主砲塔配置
本級の主砲は前級に引き続き「1909年型 30.5cm(46口径)砲」を採用している。本艦から主砲身は国産で、カブールはヴィッカーズ社テルニ支社の製造、ダ・ヴィンチの主砲身はイギリスのヴィッカーズ本社の製造、チェーザレの主砲身はアームストロング社ナポリ支社で製造された。長らくのイギリスによる技術支援により大口径砲の製造が可能となったが、それでもイギリス人技術者の補助と長い時間が製造に必要であった。 
その性能は重量452 kgの主砲弾を最大仰角20度で射距離24,000mまで届かせる事ができる性能であった。発射速度は毎分2発、仰角は20度・俯角5度で動力は蒸気機関による水圧駆動であり、補助に人力を必要とした。旋回角度は1番・5番主砲塔が左右150度、2番・4番主砲塔が左右155度、3番主砲塔は左右180度の旋回角が可能であったが、実際は前後の煙突に挟まれているために死界があった。主砲塔1基に対し100発の主砲弾が納められたが、通常は徹甲弾40発に榴弾30発で他に訓練用砲弾であった。 
主砲塔の配置には特色があり、1番・3番・5番砲塔は3連装に、2番・4番砲塔は連装になっている。何故、普通に3連装砲5基にしなかったかと言うと、元々の船体が小型なために背負い式にした場合、高所に3連装砲塔を置くと重心の上昇を招き、荒天時の凌波性の悪化、左右主砲斉射時のショックによる動揺悪化に繋がる為、連装と3連装の複合配置になったと言われる。結果として主砲の総数は13門となり、キリスト教では不吉な数になってしまった。これについては、あえて従来の迷信を打ち破ろうという決意であるとも、対戦する敵に不吉なイメージを与える事を意図したとも言われる。また13門という数は、戦艦の主砲の門数としては英国戦艦エジンコートの14門に次いで第二位である。
この主砲配置は、改同型艦のカイオ・ドゥイリオ級戦艦にそっくり受け継がれた。また、3連装砲と背負い式の連装砲塔を組み合わせる主砲配置は、アメリカ海軍がネバダ級戦艦でも採用し、日本でも長門型戦艦の次級の戦艦、あるいは金剛代艦の主砲配置として平賀譲が提案している。

### 副砲等
本級の副砲は前級に引き続き速射性を重視して「1909年型12cm(50口径)速射砲」を採用した。これを最上甲板の下方に三番主砲を中心として放射線状に、片舷に単装砲9基を配置し計18門を装備した。前方方向に最大8門、左右方向に最大9門、艦尾方向に最大6門が指向できた。その他、対水雷艇迎撃用に「7.6cm(50口径)速射砲」単装13基を1番・3番・5番主砲塔の上に3門ずつ、2番・4番主砲塔の上に2門ずつ計13門配置した。後に「7.6cm(40口径)高角砲」を単装砲6門、45cm水中魚雷発射管3基を装備した。

## 艦体
本級から艦首に衝角(ラム)を装備するのを廃止し、滑らかな艦首形状となった。艦体は艦首と艦尾が斜めになった分の重量を軽減できるカットオフ方式を採用し、舵は主舵と副舵を前後に配置するタンデム配置とした。なお、イタリア海軍ではヴィットリオ・ヴェネト級戦艦でも副舵を採用しており旋回性能は良好であった。

## 防御
防御方式は前級より踏襲した全体防御方式を採用しており、艦首尾部までの舷側全体にまで装甲が張られた。水線中央部の前後部主砲塔間が250mm装甲、艦首尾部が110mm装甲が貼られ水線上1.2mから水面下1.6mまでを防御した。また、水線上部の中央舷側部にも220mmから130mmにテーパーする装甲が張られており重防御であった。ケースメイト式副砲部は110mm装甲でこの当時の軽巡洋艦級の主砲弾に耐えうる防御であった。主砲前盾は280mm、バーベット部が280mmであったが、これは同世代の弩級戦艦ドレッドノート級の水線中央防御部こそ280mmであったが両端部200mm、艦首尾部に至っては100mmしかない事に比較しても遜色の無い重防御であるといえる。甲板部の水平防御は日露戦争時の戦訓を取り入れて四層全ての甲板に装甲が施され、最上甲板：30mm、第一甲板：14mm、主甲板12mm、主防御甲板24mmで、傾斜部は40mmであった。
水密区画は三層式となっており10mmと22mmの隔壁と10mm装甲で防御していた。なお、隔壁はそのまま船底部まで続いており二重底となっている。

## 機関

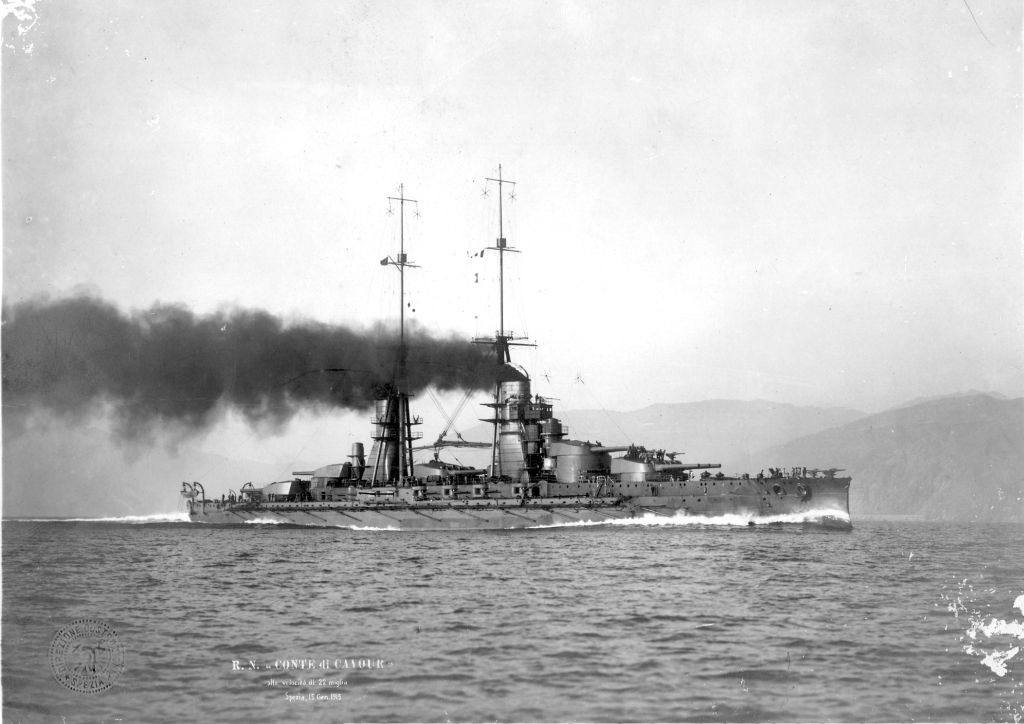
竣工後のコンテ・ディ・カブール

本級の機関配置は船体中央部に3番主砲塔を配置する関係上、缶室分離配置となっている。そのため、ボイラー室は機関区の外側に配置され、タービン機関は主砲弾薬庫を囲むように中央よりに配置される点に特色がある。ボイラー配置は第一缶室にボイラー3基、第二缶室は弾薬庫の左右にボイラー1基ずつ計2基、第一機械室は弾薬庫の左右に別れ、高圧タービンと低速タービンを前後に配置し1組として外側軸を駆動する。第二機関室は弾薬庫の背後に配置し左舷側内軸が高圧タービン1基、右舷側が低圧タービン1基が配置される。その第二機関室を守るように第三缶室が外側に配置され左右にボイラーが1基ずつ計2基、そして第四缶室にボイラー3基の順である。この複雑な機関配置は船体中央部に位置する主砲弾薬庫をボイラーとタービン機関で守るのと同時に、まだまだ大型であるタービン機関をボイラーを犠牲にしても内側に配置する事で生存性を高める工夫である。
機関の形式は特色があり、ボイラーの構成はコンテ・ディ・カブールとレオナルド・ダ・ヴィンチがブレキンデン式重油専焼水管缶8基とブレキンデン式石炭・重油混焼水管缶12基であるが、ジュリオ・チェーザレのみバブコック&ウィルコックス式で重油専焼水管缶12基と石炭・重油混焼水管缶8基である。これに、パーソンズ式高圧型タービン3基と低圧型タービン3基計4軸を組み合わせた結果、最大出力31,000hp、最大速力21.5ノットを発揮した。燃料は石炭1,450トンと重油850トンを搭載し速力10ノットで4,800海里を航行でき、地中海で行動するに充分な航続性能である。

## 艦歴

### 第一次世界大戦

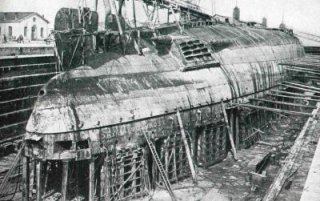
浮揚後に解体処分中の「レオナルド・ダ・ヴィンチ」

1915年5月24日の開戦時はカブールはタラント港で艦隊旗艦として配置、チェーザレとダ・ヴィンチも同港でダンテ・アリギエーリと共に第一戦隊に配備されていた。しかし、3隻とも第一次大戦中に竣工したが大きな作戦に参加したことはなく、もっぱらチレニア海とイオニア海間の船団護衛任務かオトランド海峡封鎖任務に就いた。 
だが、3番艦であるレオナルド・ダ・ヴィンチは1916年8月2日に主砲塔の爆発事故をおこし転覆沈没、1919年9月に上下逆の状態のまま浮揚されたものの1923年に結局は解体されている。(この事故を当時のイタリアはオーストリア＝ハンガリー帝国による破壊活動と喧伝したが、真相は闇の中である) 

### 第一次世界大戦後の状況
残る2隻、コンテ・ディ・カブールとジュリオ・チェーザレは1920年代に近代化改装が行われ、前述の通り不評であった三脚式の前檣は四脚式に改められて煙突の前に配置され、頂上部に射撃方位盤が設置された。また、艦橋にフランス製の三段測距儀が装備された。また、1926年にカブールのみ艦首甲板左舷部にカタパルトが装備されて水上偵察機が運用され始めた。
2隻はその後練習艦任務に配属された。この時期のイタリア海軍は近代的な小型新戦艦を多数竣工させ仮想敵であるフランスに対抗する考えで、幾つかの小型戦艦のプロジェクトが検討されては消えていった。同じ時期にドイツで画期的なポケット戦艦と呼ばれたドイッチュラント級装甲艦が現れたのも、その一因である。だが、この一隻の影響で状況は大きく揺れ動いた。
当時のフランス海軍の戦力は以下の通り。
- クールベ級戦艦(30.5cm砲12門、21ノット)3隻
- プロヴァンス級戦艦(34cm砲10門、21ノット)3隻

フランス海軍に対し、イタリア海軍の戦力は以下の通り。
- コンテ・ディ・カブール級戦艦(30.5cm砲13門、21.5ノット)2隻
- カイオ・ドゥイリオ級戦艦(30.5cm砲13門、21.5ノット)2隻
- ピサ級装甲巡洋艦(25.4cm砲4門、23ノット)1隻
- サン・ジョルジョ級巡洋艦(25.4cm砲4門、23.2ノット)1隻

排水量では拮抗していたが、フランスがダンケルク級戦艦(33cm砲8門、30ノット)の建造計画を発表し、1930年代後半に2隻目の起工を発表した事で両海軍の戦力バランスが崩れた。
「新戦艦は速力29ノットオーバー」「主砲は長砲身の33cm砲」「充実した航空兵装を持ち、索敵能力が高い」「大型駆逐艦との連携で通商破壊に有能」という情報はイタリア海軍に仏新型戦艦に対抗できうる軍艦が無い事を痛感させた。
29ノット以上の速力と言うのは、イタリア海軍の既存の戦艦と装甲巡洋艦では追いつけず、巡洋艦ならば追いつけるが新戦艦の持つ巨砲に対しては無力と言う、フランスがドイツに突きつけられた難題を今度はイタリアが突きつけられたのである。これに対し、海軍は幾つかの小型・中型戦艦の設計案を検討したが、一から作ったのではフランスの新戦艦が先に竣工してしまうのは明らかだった。そこで、コンテ・ディ・カヴール級戦艦に新技術を投入して近代戦艦に作り変える決定を下した。

### 大改装とその結果

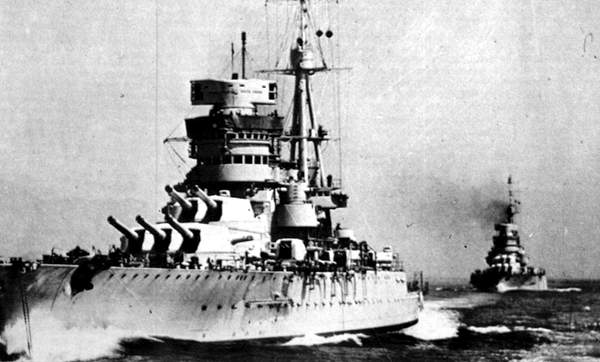
近代化改装後の「ジュリオ・チェーザレ」

コンテ・ディ・カブールは1933年10月よりC.R.D.A,社トリエステ造船所にて、ジュリオ・チェーザレも同年同月にティレニア海造船所ジェノヴァ工場にて近代化改修工事を実施した。コンテ・ディ・カブールは1937年6月1日に再就役、ジュリオ・チェーザレは4ヶ月遅れの同年10月1日に改装を完了した事により、からくもダンケルクの就役に間に合わせたのである。

#### 改装後の主砲
改装前の主砲は30.5cm砲13門であり、仮想敵ダンケルクの33cm砲8門に対し、少なくとも投射弾量では上回るものであった。しかしながら後述する通りダンケルクの高速に対抗するため、3番砲塔と弾薬庫を撤去して機関を増設する事となった。そのため何とか砲力を維持ないし向上するための方策に迫られた。砲力を増すには、より大口径砲を搭載するか同口径で長砲身砲を開発するのがセオリーであるが、一から大砲を開発している時間的余裕は無かった。また当然ながら重量も増してしまうため、換装するなら引き換えとして門数も減らさざるを得ないため、ただでさえ3番砲塔を撤去している以上、できない相談であった。そのため、イタリア海軍は止むを得ず既存の30.5cm砲の砲身のA内筒をボーリングして砲口径を30.5cmから32cmに上げる大口径化を採った。この方法ならば既存の砲身を加工するだけでコストも抑えられ、また砲塔1基あたりの主砲の門数も変わらず、改造も砲架の補強と揚弾機の改正で済むため主砲塔を新設計するよりは時間の短縮となった。
この改造により「1934年型 32cm(43.8口径)砲」へと生まれ変わり、性能的にも砲弾重量は452 kgから525 kgへと増加し、威力増加が見込まれた。同時に第一次世界大戦時の戦訓により射程を延ばす為に仰角は20度から27度へと増して射程距離は24,000mから28,600mへと延伸され砲弾重量の増加により敵艦の水平防御への貫通能力も増加する見込みであった。しかし、この改造の代償として口径は46口径から43.8口径にダウン、砲身を削って薄くなった事により命数は減少し散布界は広がった。しかし、発射速度は砲弾の重量化にも関わらず改装前と同じく毎分2発を維持した。俯仰能力は最大仰角27度・俯角5度で、旋回角度は改造前の150度から左右120度へと減少した。 
前述の通り3番砲塔を撤去しているため、全体の門数は13門から10門へと減少、従って斉射時の投射弾量は改装前の5.876トン(452kg×13)から5.25トン(525kg×10)へと減少している。砲弾1発当たりの威力は増加しており一長一短である。しかしながら撤去した3番砲塔は射角が非常に小さく、13門を斉射できるシチュエーションは限定される。その事を考えるに総合的な火力はむしろ向上したとも言える。ただしダンケルクは8門全てを前方にも舷側方向にも斉射できるため、舷側方向しか斉射できない本級はその点では劣っている（もちろんダンケルクには後方が完全に死角になるという弱点もあるのだが）。ちなみにダンケルクの投射弾量は4.48トン（560kg×8）であり、改装の前後を通じて斉射弾量で上回り、1発当たりでは下回っている事になる。発射速度は毎分2発で同じである。その一方、ダンケルクの最大射程距離は40,600 m（最大仰角35度）であり、この点では圧倒的に差をつけられている。ただし第二次世界大戦時の欧州戦においては、対戦艦戦闘の射程距離がおおむね2万m台で行われており、仮に砲戦の機会があったとしても圧倒的に不利にはならなかったと思われる。

#### 改装後の副砲、その他備砲

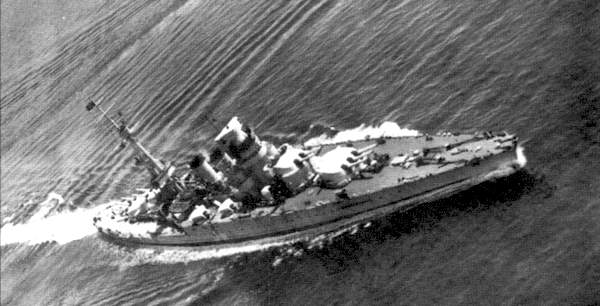
上空から撮られた近代化改装後の「コンテ・ディ・カブール」

副砲には、口径こそ12cmのままであったが新設計の「1926年型 12cm(50口径)速射砲」を採用した。また、改装前には単装砲架でケースメイト配置だった方式も、これまた新設計の「OTO式 1933年型」楔形連装砲塔形式に改められた。
しかし、砲塔を小型化するために左右の砲身は同一の砲架に接続され左右一緒に俯仰する方式であった。この砲架形式だと斉射時に左右の砲口から発する衝撃波が相互に干渉しあって散布界が増大する欠点があった。しかし、砲塔形式となった事で防御範囲は押さえられ、副砲弾薬庫を舷側一杯に配置する旧来の方式よりも被弾時の安全性が向上した事は間違いない。その性能は重量23.15kgの砲弾を仰角45度で射距離22,000mまで届かせることができる優秀砲で、発射速度は毎分6～7発、俯仰能力は最大仰角45度・俯角10度で、旋回角度は左右150度で前後方向に最大8門、左右方向に最大6門が指向できた。

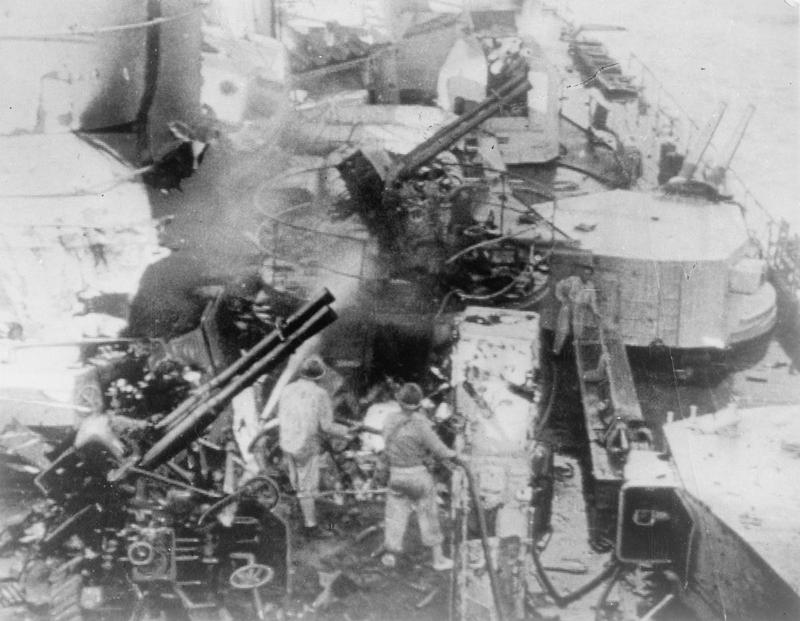
カラブリア沖海戦時の「ジュリオ・チェーザレ」の舷側甲板。12cm連装砲塔と10cm連装高角砲と3.7cm連装機関砲が良く判る写真。

さらに、高角砲も改装前の6.5cm高角砲から、年々進化する航空機に対抗するため、より大型の「OTO 1930年型 10cm(47口径)高角砲」に換装された。この砲は厳密に言えばイタリア製ではない。設計は第一次世界大戦前にシュコダ社でオーストリア＝ハンガリー帝国海軍向けに製造した「K11型 10cm（47口径）速射砲」という旧式砲を模造し、砲架を改造して高角砲として転用したものである。性能的には重量13.8kgの砲弾を仰角45度で射距離15,240m、最大仰角85度で高度10,000mまで届かせることができた。発射速度は毎分8～10発、俯仰能力は仰角85度・俯角5度で、旋回角度は左右180度であった。 
しかし、設計段階で高角砲の射界よりも副砲塔の射界を重視しており、高角砲の配置は艦首方向は2番主砲塔と艦橋の間に1基ずつ計2基、艦尾方向は後部三脚檣の両脇の狭い箇所に配置され、特に前側のは上部を艦上構造物が占拠しているために対空射界は後側より圧迫されていた。
そのため、高角砲を補助するためにブレダ社製「37mm(54口径)機関砲」が採用され、連装砲架で6基を装備された。同じく「13.2mm(75.7口径)機銃」を連装砲架で2番主砲塔上に並列に2基、2番煙突の左右に2基、3番主砲塔上に並列に2基の計6基装備した。なお、1940年にカブールは13.2mm機銃を「1935年型 20mm(65口径)機関砲」を連装砲架で6基12門へ、チェーザレは同8基16門へと換装した。

#### 改装後の防御
船体防御では舷側装甲250mm等は変化していないが、船首楼甲板が延長されたのに伴い、最上甲板から第一甲板の間の110mm装甲が120mmへと、第一甲板から主甲板間の装甲が130mmから150mmへと増厚されている。
さらに水平防御が第一次大戦時の戦訓により強化された。改装前で合計80mmであった防御厚は改装後は主甲板自体が80mmに増厚され最上甲板と中甲板とを合わせて合計135mmに強化された。
対水雷防御は、前述の艦底部まで続く二層構造と縦隔壁、石炭庫による防御に換わる物として、新型の「プリエーゼ式水雷防御」が採用された。前後の主砲塔間に舷側装甲下端から、内側に大きく弧を描いて厚さ40mmの水雷防御隔壁が配置されており、舷側外板と合わせて円筒状の空間を形成している。その中央には、水密された直径3.4mの中空の円筒が保持されており、全体としては二重円筒状の構造となっている。外筒と内筒の間は液体（重油等）が充填されており、水中爆発に対しては中央の内筒が圧壊することで爆圧を吸収し、また爆発の断片を受け止める構造となっていた。
かえってダメージを増大してしまうとも言われるプリエーゼ式水雷防御であるが、本級はプリエーゼ部に被雷したことがないため、本級をもってその是非を判断することは適当ではない。

#### 改装後の機関
本級は新戦艦に対抗できる高速力を得るために前述の通り3番主砲塔と弾薬庫を撤去し機関区を増加させた。しかし、前述のプリエーゼ式水雷防御を細い船体に収めたために機関区は前後に細長い形状となってしまった上に新設された中央部隔壁で機関区画はさらに左右に分断し、五つの区画に分かたれた。そのため、ボイラーとタービンの配置が大きく改正された。
その配置方式は左舷側が艦首側に低圧タービン2基と高圧タービン1基を減速ギアで接続したものを1組とするギヤード・タービン1基の背後にボイラーを各区画ごとに1基ずつ計4基、右舷側は180度回転して艦首からボイラー4基と艦尾側にギヤード・タービン1基を配置し2軸のスクリュー軸を駆動し推進する。そのため、軸数は改装前の4軸から2軸へと減少したがイタリア海軍では既に重巡洋艦ザラ級で大馬力機関を少ない軸数で推進する方式を確立しており本級でもそれを踏まえたものと見られる。
また、ボイラー形式も石炭と重油を使用する改装前から燃料は重油に統一された事で、過熱器を装備するヤーロー式重油専焼水管缶へと更新され、これにブルッゾー式ギヤード・タービン2基を組み合わせて最大出力は改装前の31,000hpから三倍の93,000hpへと大幅にアップした。これにより最大速力も21.5ノットから28ノットへと増加した。これは、艦隊速力から見ても今までのイタリア海軍では駆逐艦や巡洋艦がどんなに敵艦隊よりも優速であっても戦艦の最大速力で艦隊速度が決定されるのに対し、本艦の速力28ノットにより巡洋艦並みの速度での艦隊行動が可能になった。これによりイタリア海軍は柔軟な艦隊編成が可能となった。

#### 改装後の艦体
これらの改装による重量増加で吃水が深くなるのを、既存の艦首構造の外側に新たに艦首構造を接続して約10m全長を延ばすことで解決した。これに伴い艦首形状は凌波性の良いクリッパー・バウとなり艦首からの艦首甲板は軽くシア(傾斜)が付けられた。全長が伸びた事により船体の縦：横幅比率は6.03から6.28へと変わり高速を出しやすい船型となった。
通常、浮力を増すのには簡単な方法として日英米では両側にバルジを付ける方式が主流であるが、これは艦幅が増大して速力低下に繋がる。また、日本戦艦の近代改装では船体の艦尾側を延長する方式があるが、この方式は舵の効きが鈍くなる欠点があるため、新戦艦に対抗しうる機動力を持たせるのが今回の改装の主眼であるイタリア海軍では艦首延長方式を採用した。なお、船首楼甲板は改装前では主砲塔の周りだけ高くされていたのに対し、改装後では後部煙突付近まで延長した事により副砲塔・高角砲は波浪の影響を受け難くなった。なお、艦尾部は改装前と変化は無いが戦訓により艦尾にあった単装式の水中魚雷発射管3基は撤去された。

#### 改装後の外観
また、開放式の艦橋構造と四脚式の前檣は、プリエーゼ設計士官の得意とする円筒を重ねたような形状の密閉式艦橋へと更新された。艦橋の構成は下部から航海艦橋、戦闘艦橋、測距儀塔の順である。各区画の側面は装甲で覆われており対巡洋艦防御が施されていた。測距儀は上下二段式となっており上段が測距用で下段が弾着観測用でデーターは測距儀塔内部の射撃指揮所と方位盤室に送られ射撃管制された。 
副砲用測距儀塔は艦橋と独立して艦橋構造の左右に1基ずつが配置され、艦橋の頂上部には装甲板でカバーされた5m測距儀が載せられ、下部に副砲指揮所をもつ装甲司令塔である。前後に離れていた2本煙突も前述の機関配置の改善により等間隔に配置される端正な印象となった。煙突の後部から後檣の間のスペースは艦載艇置き場となっており、改装前と同じく後部三脚檣の基部に突いたボート・ダビットにより運用される。開放式の後部見張り所は三脚檣の中部に移設され、密閉式となった。見張り所の上段には新たに探照灯台が設けられた。
本級は外観・内部共に一新され、イタリア海軍は近代海軍に相応しい戦艦を2隻手に入れたことになった。本艦の使用実績を元にカイオ・ドゥイリオ級戦艦の近代化改装に臨むことになる。

### 第二次世界大戦
しかし、僚艦の近代化改装実施中に第二次世界大戦が勃発した。この時にイタリア海軍で作戦行動可能な戦艦は本級2隻のみという事態に陥り、その為に本級の重要性が増した。この後、大戦初期に英艦隊と砲火を交えたが、1940年に英国艦隊のタラント空襲によりコンテ・ディ・カブールは大破・着底し、翌年に浮揚された。コンテ・ディ・カブールを修理する際、イタリア海軍は対空兵装増強を目的とした第二次改装計画を立て、エトナ級軽巡洋艦に採用予定だった13.5cm連装両用砲6基や6.5cm単装高角砲12基に加え、20mm機関砲をさらに増備して搭載する予定だったが、1943年9月8日にイタリア王国が降伏した時点では未だ修理中の段階だった。休戦後にドイツ軍に接収されたが、1945年2月15日に米軍機の攻撃を受け転覆沈没した。戦後の1948年に浮揚、解体された。
ジュリオ・チェーザレは開戦当初は艦隊司令長官カンピオーニ大将の旗艦として将旗を掲げる栄誉を受けたが、燃料事情の悪化した大戦後期は燃料と人員を小型艦や新戦艦へ回し、人数を維持に必要最小限にして軍港の対空防御や練習艦任務に徹した。イタリア海軍では1948年12月に除籍後、翌年1949年2月にマルタ島に回航、戦後補償の為ソビエト連邦へ賠償艦として引き渡され「ノヴォロシースク」と改名し、黒海艦隊に所属したが、1955年に事故で失われた。

## 同型艦
- コンテ・ディ・カブール Conte di Cavour
- ジュリオ・チェーザレ Giulio Cesare
- レオナルド・ダ・ヴィンチ Leonardo da Vinci

## 参考リンク
- Conte di Cavour就役時の「コンテ・ディ・カブール」のスペックと写真があるページ。
- Nave da battaglia  Conte di Cavour近代化改装後の本級のスペックと写真があるページ。